# Volkert Vorwerk
Volkert Vorwerk (* 1947 in Hamburg) ist ein deutscher Jurist, Rechtsanwalt beim Bundesgerichtshof und Hochschullehrer.

## Leben und Wirken
Vorwerk studierte ab 1966 in Hamburg, Lausanne und Kiel und bestand 1970 in Schleswig die Erste Juristische Staatsprüfung. 1974 wurde er in Kiel promoviert in und legte in Hamburg die Zweite Juristische Staatsprüfung ab. Nach Tätigkeit als Justiziar und Leiter der Rechts- und Patentabteilung eines pharmazeutischen Unternehmens (1974) und als Rechtsanwalt am Oberlandesgericht Celle (1979) ist er seit 1995 Rechtsanwalt beim Bundesgerichtshof. Seine Schwerpunkte dort sind Privates Bauvertragsrecht, Bank- und Kapitalmarktrecht und Gewerblicher Rechtsschutz. Seit 2006 ist er zudem Honorarprofessor an der Gottfried Wilhelm Leibniz Universität Hannover, Institut für Prozessrecht und anwaltsorientierte Ausbildung.
Vorwerk hat die Diskussion um die Gedenktafel im Palais des Bundesgerichtshofes durch einen Artikel in der Wochenzeit Die Zeit angestoßen angestoßen. Der BGH führte dazu im Jahr 2022 ein Symposium durch, dessen Beiträge in einem Sammelband veröffentlicht sind. Die Tafel hängt weiterhin im Palais – allerdings mit Hinweisschild.

## Veröffentlichungen
- Volkert Vorwerk: Die Auswirkungen des Sachschutzes für chemische und Arzneimittelerfindungen auf die Zwangslizenzregelung des § 15 Patentgesetz. Dissertation, Universität Kiel, Rechtswissenschaftliche Fakultät, 1974
- Volkert Vorwerk (Hrsg.): Das Prozessformularbuch. 6. Auflage, O. Schmidt, Köln 2000, ISBN 3-504-07014-5; 12. Auflage 2024, ISBN 978-3-504-07020-5
- Volkert Vorwerk: Schrottimmobilien. Die Geschichte von einem, der auszog, das Fürchten zu lernen (= Schriftenreihe der Juristischen Gesellschaft zu Berlin, Heft 186). de Gruyter Recht, Berlin 2008, ISBN 978-3-89949-556-0
- Volkert Vorwerk und Christian Wolf (Hrsg.): Kapitalanleger-Musterverfahrensgesetz (KapMuG). Kommentar. Beck, München 2007, ISBN 978-3-406-54400-2; 2. Auflage, 2020, ISBN 978-3-406-67995-7

## ⁴Einzelnachweise
1. ↑  Gedenktafel im Bundesgerichtshof. Abgerufen am 8. Juli 2024.
2. ↑  Volkert Vorwerk: Gedenktafel: Warum hängt diese Tafel noch im Bundesgerichtshof? In: Die Zeit. 7. Februar 2018, ISSN 0044-2070 (zeit.de [abgerufen am 8. Juli 2024]).
3. ↑  Entsorgung der Vergangenheit? die Gedenktafel zur Erinnerung an 34 Reichsgerichtsräte und Reichsanwälte im Bundesgerichtshof. 1.  Auflage. Nomos, Baden-Baden 2023, ISBN 978-3-7560-0242-9.
4. ↑  Vorwerk, Volkert: Unbelehrbar?...Unbeugsam! In: Bettina Limperg, Michael Kißener, Andreas Roth (Hrsg.): Entsorgung der Vergangenheit? die Gedenktafel zur Erinnerung an 34 Reichsgerichtsräte und Reichsanwälte im Bundesgerichtshof. 1. Auflage. ISBN 978-3-7560-0242-9, S. 113–118.

| Personendaten    | Personendaten    |
| ---------------- | ---------------- |
| NAME             | Vorwerk, Volkert |
| KURZBESCHREIBUNG | deutscher Jurist |
| GEBURTSDATUM     | 1947             |
| GEBURTSORT       | Hamburg          |